# Tirsa (nombre)
Tirsa  es un nombre propio femenino en su variante en español. Procede del hebreo תרצה (Tirzah), y significa ella es mi deleite. 

## Origen
Tirsa es el nombre de un personaje y de una ciudad bíblica del Antiguo Testamento:

### El personaje bíblico
Tirsa aparece en el Libro de los Números como una de las cinco hijas de Zelofejad, uno de los líderes de la Tribu de Manasés en la época del segundo censo de los israelitas que Moisés realizó durante la estancia en el desierto. La historia de dicho clan toma relevancia para los judíos por el hecho de que, hasta entonces, las hijas no tenían derecho de sucesión. Al no haber tenido hijos varones, ellas debieron hacer un pedido especial a un anciano Moisés, el cual fue concedido. Este hecho les permitió reclamar a Josué las tierras asignadas a su padre. Esto fue tomado como referencia y precedente en la cultura judía.
El poeta inglés William Blake le dedicó un poema titulado A Tirsa en 1794.

### La ciudad
Tirsá era una ciudad de la zona montañosa de Samaria ubicada al noreste de Siquem. Se la ha identificado con Tell el-Farah. Actualmente, es un sitio arqueológico.
Aparece citada por primera vez en el libro de Josué como una de las ciudades menores que los israelitas conquistaron. Ya en tiempos del reino de Israel, Jeroboam I trasladó su residencia a Tirsá. Tras su muerte, su sucesor Nadab, así como los reyes de la siguiente dinastía (Basá, Ela y Zimri) mantuvieron la capitalidad en ella. La ciudad fue tomada durante una revuelta por el jefe del ejército, Omrí, suicidándose el rey Zimri en ella. Omrí reinó por seis años en Tirsá y después edificó Samaria, trasladando allí la capital del reino. La última referencia bíblica alude a un habitante de Tirsá, Menajem, como el asesino del rey Sellum a quién sustituyó en el trono.

## Equivalencias en otros idiomas
| Variantes en otras lenguas | Variantes en otras lenguas |
| -------------------------- | -------------------------- |
| Español                    | Tirsa                      |
| Alemán                     | Tirsa                      |
| Catalán                    | Tirsa                      |
| Checo                      | Tirsa                      |
| Árabe                      | تيرزا                      |
| Francés                    | Tirsa                      |
| Hebreo                     | תרצה (Tirzah)              |
| Holandés                   | Tirsa                      |
| Inglés                     | Tirsa                      |
| Italiano                   | Tirsa                      |
| Lituano                    | Tirsa                      |
| Polaco                     | Tirsa                      |
| Portugués                  | Tirsa                      |
| Ruso                       | Tirsa                      |